# Jodi Benson
Pour les articles homonymes, voir Benson.
Jodi Benson née le 10 octobre 1961 à Rockford, (Illinois, États-Unis), est une actrice américaine.
Elle est mondialement connue pour être la voix d'Ariel dans La Petite Sirène.

## Biographie
Jodi Benson a fait ses débuts dans la comédie musicale Marilyn: An American Fable, mise en scène par Kenny Ortega en 1975. Parmi les autres productions de Broadway auxquelles Jodi a participé, on compte le rôle principal dans Smile, où elle interprète une chanson appelée "Disneyland". En 1983, Howard Ashman, le parolier de Smile, a continué à écrire les paroles de La Petite Sirène. En 1989, Benson est apparue dans la comédie musicale de Broadway, Welcome to the Club, aux côtés de Samuel E. Wright, qui interprète la voix originale du crabe Sébastien dans La Petite Sirène. 
Deux ans après La Petite Sirène, Jodi Benson est pressentie pour prêter sa voix au personnage de Belle dans le dessin animé La Belle et la Bête, mais c'est finalement son amie Paige O'Hara qui est choisie : la voix de cette dernière correspond davantage au personnage (une jeune adulte au lieu d'une adolescente). 
En 1992, Benson a reçu une nomination aux Tony Awards en tant que meilleure actrice dans une comédie musicale pour son rôle de Polly Baker dans Crazy for You. Elle a joué le narrateur dans Joseph and the Amazing Technicolor Dreamcoat en 1998.
Elle a également joué la reine dans une version de concert de Cendrillon de Rodgers & Hammerstein avec l'Orchestre symphonique de Nashville en mai 2010.
Benson peut être entendue sur plus d'une douzaine d'enregistrements et possède une série de DVD en six parties intitulée Baby Faith des créateurs de Baby Einstein . Ses séries télévisées animées comprennent le Camp Lazlo, lauréat d'un Emmy Award pour Cartoon Network, The Little Mermaid , Batman Beyond , The Grim Adventures of Billy and Mandy , The Wild Thornberrys , Barbie , Hercules: Zero to Hero , PJ Sparkles et la série Sofia la première pour Disney.
Le 6 juin 2016, Benson a interprété le rôle d'Ariel lors de la représentation en concert du Hollywood Bowl de La Petite Sirène. Elle a également fait une apparition spéciale dans The Little Mermaid Live! sur ABC en 2019.

En novembre 2024, elle révèle avec David Hayter avoir été la voix d'EVA, un personnage du jeu vidéo de 2004 Metal Gear Solid 3: Snake Eater mais créditée sous le nom de Suzetta Miñet, afin de ne pas impacter sa carrière dans le doublage de productions pour la jeunesse et la famille, au regard du ton mature de l'intrigue du jeu ; ses répliques seront reprises dans le remake de 2025 Metal Gear Solid Delta: Snake Eater.

## Filmographie
- 1989 : La Petite Sirène (The Little Mermaid) de John Musker et Ron Clements : Ariel (voix)
- 1991 : Pirates of Darkwater (série télévisée) : Tula (voix)
- 1992 : La Petite Sirène (série télévisée) : Ariel (voix)
- 1994 : Poucelina : Poucelina (voix)
- 1996 : The Hunchback of Notre Dame Festival of Fun Musical Spectacular (TV) : Performer
- 1997 : A Christmas Carol (en) : Belle (voix)
- 1997 : Flubber : Weebo (voix)
- 1998 : The Mighty Kong (vidéo) : Ann Darrow (voix)
- 1999 : Wish Upon a Starfish (vidéo) : Ariel (voix)
- 1999 : Hercules: Zero to Hero (vidéo) : Helen of Troy (voix)
- 1999 : Giggles (vidéo) : Ariel (voix)
- 1999 : Toy Story 2 : Tour Guide Barbie / Barbie on Backpack (voix)
- 2000 : La Petite Sirène 2 : Retour à l'océan (The Little Mermaid II: Return to the Sea) (vidéo) : Ariel (voix)
- 2000 : Joseph, le roi des rêves (vidéo) : Asenath (voix)
- 2000 : The Christmas Lamb (TV) : Joshua
- 2001 : Disney's tous en boîte (House of Mouse) (série télévisée) : Ariel / Belle (voix)
- 2001 : La Belle et le Clochard 2 : L'Appel de la rue (Lady and the Tramp II: Scamp's Adventure) (vidéo) : Lady (segment "Pidge") (voix)
- 2001 : Mickey, la magie de Noël (vidéo) : Ariel (voix)
- 2002 : Rapsittie Street Kids: Believe in Santa (TV) : Lenee (voix)
- 2002 : Balto 2 : La Quête du loup (vidéo) : Jenna (voix)
- 2003 : Les 101 Dalmatiens 2 : Sur la trace des héros (vidéo) : Anita (voix)
- 2003 : Mickey's PhilharMagic : Ariel (voix)
- 2004 : Balto 3 : Sur l'aile du vent de Phil Weinstein : Jenna (voix)
- 2005 : Disney Princess Party: Volume Two (vidéo) : Ariel (voix)
- 2005 : Camp Lazlo (série télévisée) : Ms. Doe / Patsy Smiles / Almondine (voix)
- 2007 : Il était une fois (Enchanted) : Sam, la secrétaire de Robert
- 2008 : Le Secret de la Petite Sirène (The Little Mermaid III : Ariel's beginning) (vidéo) : Ariel (voix)
- 2010 : Toy Story 3 : Barbie (voix)
- 2010 : Le Petit Train bleu (The Little Engine That Could), de Elliot M. Bour : Jillian (voix)
- 2018 : Ralph 2.0 (Ralph Breaks the Internet), de Rich Moore et Phil Johnston : Ariel
- 2019 : The Little Mermaid Live! : Présentatrice
- 2023 : Il était une fois un studio (Once Upon a Studio) de Dan Abraham et Trent Correy : Ariel (voix)

## Jeux Vidéo
- 2004 : Metal Gear Solid 3: Snake Eater : EVA [4]
- 2010 : Metal Gear Solid: Peace Walker : EVA [4]